# Václav Šmídl
Václav Šmídl (* 18. března 1940, Praha) je český volejbalový hráč, reprezentant Československa. Člen stříbrného týmu na olympijských hrách v Tokiu roku 1964, mistr světa, dvojnásobný vicemistr světa a mistr Evropy.